# 世纪大道站 (青岛市)
世纪大道站位于中华人民共和国山东省青島市黃島區大珠山南路，是青岛地铁13号线的地铁车站。2018年12月26日开通。該站共有兩個出入口。